# Coppa dell'Imperatore 2010
La Coppa dell'Imperatore 2010  (第90回天皇杯?) è la novantesima edizione della coppa nazionale giapponese di calcio.

## Squadre partecipanti

### Squadre qualificate al primo turno
Squadre vincitrici delle leghe prefetturali
- Hokkaidō:  Sapporo University
- Aomori:  Vanraure Hachinohe
- Iwate:  Iwate Grulla Morioka
- Miyagi:  Sony Sendai
- Akita:  Blaublitz Akita
- Yamagata:  Yamagata University
- Fukushima:  Fukushima Utd
- Ibaraki:  Ryutsu Keizai
- Tochigi:  Tochigi Uva
- Gunma:  Arte Takasaki
- Saitama:  Tokyo International Univ.
- Chiba:  Juntendo Daigaku
- Tokyo:  Tokyo Verdy Youth
- Kanagawa:  Yokohama SCC
- Yamanashi:  Tamaho FC
- Nagano:  Matsumoto Yamaga

- Niigata:  Japan Soccer College
- Toyama:  Toyama Club
- Ishikawa:  Zweigen Kanazawa
- Fukui:  Saurcos Fukui
- Shizuoka:  Honda
- Aichi:  Chukyo University
- Mie:  Yokkaichi Daigaku
- Gifu:  FC Gifu Second
- Shiga:  MIO Biwako Kusatsu
- Kyoto:  Sagawa Printing
- Osaka:  Osaka Taidai
- Hyōgo:  Kwansei Gakuin Daigaku
- Nara:  Nara Club
- Wakayama:  Arterivo Wakayama
- Tottori:  Yonago Kita High School
- Shimane:  Dezzolla Shimane

- Okayama:  Int. Pacific Univ.
- Hiroshima:  Sagawa Kyubin
- Yamaguchi:  Renofa Yamaguchi
- Kagawa:  Kamatamare Sanuki
- Tokushima:  Tokushima Vortis II
- Ehime:  Ehime Shimanami
- Kochi:  Kochi University
- Fukuoka:  Fukuoka Univ. Education
- Saga:  Saga Daigaku
- Nagasaki:  V-Varen Nagasaki
- Kumamoto:  Kumamoto University
- Oita:  Hoyo Elan Oita
- Miyazaki:  Honda Lock
- Kagoshima:  NIFS Kanoya
- Okinawa:  Ryūkyū Okinawa

Vincitore del Coppa del Primo Ministro
- Komazawa Daigaku

### Squadre qualificate al secondo turno
J-League Division 1
J-League Division 2
Japan Football League
- Gainare Tottori
- Sagawa Shiga
- Machida Zelvia

## Date
| Turno            | Data                   |                 |
| ---------------- | ---------------------- | --------------- |
| Primo turno      | 3 settembre 2010       |                 |
| Secondo turno    | 5 settembre 2010       |                 |
| Terzo turno      | 9, 11, 13 ottobre 2010 |                 |
| Quarto turno     | 17 novembre 2010       |                 |
| Quarti di finale | 25 dicembre 2010       |                 |
| Semifinali       | 29 dicembre 2010       |                 |
| Finale           | 1º gennaio 2011        | 1º gennaio 2011 |

## Risultati

### Primo turno
| Squadra 1                 | Risultato          | Squadra 2               |
| ------------------------- | ------------------ | ----------------------- |
| Arte Takasaki             | 1 - 0              | Ryutsu Keizai           |
| Fukushima Utd             | 3 - 2 (d.t.s.)     | Sony Sendai             |
| Toyama Club               | 2 - 0              | Saurcos Fukui           |
| Zweigen Kanazawa          | 3 - 0              | Japan Soccer College    |
| Yokkaichi Daigaku         | 5 - 1              | Chukyo University       |
| Iwate Grulla Morioka      | 3 - 2              | Sapporo University      |
| Dezzolla Shimane          | 3 - 2              | Sagawa Kyubin           |
| Kamatamare Sanuki         | 1 - 1 (5-4 d.c.r.) | Kochi University        |
| Hoyo Elan Oita            | 1 - 2              | Honda Lock              |
| Tokyo Verdy Youth         | 0 - 1              | Komazawa Daigaku        |
| Sagawa Printing           | 3 - 1              | Nara Club               |
| Ryūkyū Okinawa            | 3 - 1              | Tokushima Vortis II     |
| Yokohama SCC              | 0 - 3              | NIFS Kanoya             |
| Yamagata University       | 1 - 6              | Blaublitz Akita         |
| Renofa Yamaguchi          | 2 - 0              | Yonago Kita High School |
| Honda                     | 7 - 2              | FC Gifu Second          |
| V-Varen Nagasaki          | 4 - 0              | Int. Pacific Univ.      |
| Kumamoto University       | 2 - 2 (7-6 d.c.r.) | Saga Daigaku            |
| Arterivo Wakayama         | 8 - 3              | Osaka Taidai            |
| Kwansei Gakuin Daigaku    | 1 - 4              | MIO Biwako Kusatsu      |
| Juntendo Daigaku          | 3 - 2 (d.t.s.)     | Vanraure Hachinohe      |
| Tokyo International Univ. | 3 - 1              | Tochigi Uva             |
| Fukuoka Univ. Education   | 2 - 2 (5-3 d.c.r.) | Ehime Shimanami         |
| Matsumoto Yamaga          | 7 - 1              | Tamaho FC               |

### Secondo turno
| Squadra 1           | Risultato      | Squadra 2                 |
| ------------------- | -------------- | ------------------------- |
| Kashima Antlers     | 6 - 0          | Arte Takasaki             |
| Roasso Kumamoto     | 2 - 1          | Ehime                     |
| Sony Sendai         | 1 - 0 (d.t.s.) | Vegalta Sendai            |
| Cerezo Osaka        | 7 - 0          | Toyama Club               |
| Albirex Niigata     | 3 - 0          | Zweigen Kanazawa          |
| Tokyo Verdy         | 0 - 1          | Machida Zelvia            |
| Nagoya Grampus      | 3 - 0          | Chukyo University         |
| Consadole Sapporo   | 4 - 1          | Iwate Grulla Morioka      |
| Sanfrecce Hiroshima | 4 - 0          | Dezzolla Shimane          |
| Fagiano Okayama     | 2 - 3          | Avispa Fukuoka            |
| Omiya Ardija        | 4 - 1          | Kamatamare Sanuki         |
| Honda Lock          | 2 - 3          | Oita Trinita              |
| Thespa Gunma        | 1 - 3          | Giravanz Kitakyushu       |
| FC Tokyo            | 2 - 0          | Komazawa Daigaku          |
| Kyoto Sanga         | 3 - 2 (d.t.s.) | Sagawa Printing           |
| JEF United          | 3 - 0          | Ryūkyū Okinawa            |
| Kawasaki Frontale   | 4 - 0          | NIFS Kanoya               |
| Kataller Toyama     | 1 - 2          | Yokohama FC               |
| Montedio Yamagata   | 3 - 0          | Blaublitz Akita           |
| Shonan Bellmare     | 4 - 0          | Renofa Yamaguchi          |
| Shimizu S-Pulse     | 2 - 0          | Honda                     |
| Mito HollyHock      | 4 - 2          | Sagawa Printing           |
| Yokohama F·Marinos  | 3 - 1          | V-Varen Nagasaki          |
| Sagan Tosu          | 10 - 0         | Kumamoto University       |
| Gamba Osaka         | 6 - 2          | Osaka Taidai              |
| Gifu                | 2 - 3          | Tochigi                   |
| Vissel Kōbe         | 2 - 0          | MIO Biwako Kusatsu        |
| Kashiwa Reysol      | 6 - 0          | Juntendo Daigaku          |
| Urawa Reds          | 7 - 0          | Tokyo International Univ. |
| Tokushima Vortis    | 2 - 1          | Gainare Tottori           |
| Júbilo Iwata        | 2 - 1          | Ehime Shimanami           |
| Ventforet Kofu      | 1 - 0          | Matsumoto Yamaga          |

### Terzo turno
| Squadra 1          | Risultato          | Squadra 2           |
| ------------------ | ------------------ | ------------------- |
| Kashima Antlers    | 2 - 1              | Roasso Kumamoto     |
| Montedio Yamagata  | 3 - 3 (5-4 d.c.r.) | Kawasaki Frontale   |
| Sony Sendai        | 1 - 3              | Cerezo Osaka        |
| Albirex Niigata    | 2 - 1              | Machida Zelvia      |
| Nagoya Grampus     | 2 - 1              | Consadole Sapporo   |
| Avispa Fukuoka     | 2 - 2 (6-5 d.c.r.) | Sanfrecce Hiroshima |
| Oita Trinita       | 0 - 3              | Omiya Ardija        |
| FC Tokyo           | 2 - 0              | Giravanz Kitakyushu |
| JEF United         | 4 - 0              | Kyoto Sanga         |
| Kawasaki Frontale  | 2 - 1 (d.t.s.)     | Yokohama FC         |
| Shonan Bellmare    | 1 - 3              | Montedio Yamagata   |
| Shimizu S-Pulse    | 4 - 1              | Mito HollyHock      |
| Yokohama F·Marinos | 2 - 1              | Sagan Tosu          |
| Gamba Osaka        | 3 - 2              | Tochigi Uva         |
| Kashiwa Reysol     | 2 - 1 (d.t.s.)     | Vissel Kōbe         |
| Urawa Reds         | 2 - 0              | Tokushima Vortis    |
| Júbilo Iwata       | 2 - 1              | Ventforet Kofu      |

### Quarto turno
| Squadra 1          | Risultato          | Squadra 2         |
| ------------------ | ------------------ | ----------------- |
| Kashima Antlers    | 2 - 1              | Cerezo Osaka      |
| Nagoya Grampus     | 1 - 1 (5-4 d.c.r.) | Albirex Niigata   |
| Avispa Fukuoka     | 2 - 2 (4-3 d.c.r.) | Omiya Ardija      |
| FC Tokyo           | 2 - 0              | JEF United        |
| Montedio Yamagata  | 3 - 3 (5-4 d.c.r.) | Kawasaki Frontale |
| Yokohama F·Marinos | 0 - 3              | Shimizu S-Pulse   |
| Gamba Osaka        | 2 - 1 (d.t.s.)     | Kashiwa Reysol    |
| Júbilo Iwata       | 0 - 1              | Urawa Reds        |

### Quarti di finale
| Squadra 1       | Risultato          | Squadra 2         |
| --------------- | ------------------ | ----------------- |
| FC Tokyo        | 3 - 2 (d.t.s.)     | Avispa Fukuoka    |
| Kashima Antlers | 2 - 1              | Nagoya Grampus    |
| Shimizu S-Pulse | 1 - 1 (5-4 d.c.r.) | Montedio Yamagata |
| Gamba Osaka     | 2 - 1 (d.t.s.)     | Urawa Reds        |

### Semifinali
| Squadra 1       | Risultato      | Squadra 2   |
| --------------- | -------------- | ----------- |
| Kashima Antlers | 2 - 1 (d.t.s.) | FC Tokyo    |
| Shimizu S-Pulse | 3 - 0          | Gamba Osaka |

### Finale
| Arbitro: | Masaaki Iemoto |

|                        |           |             |
| Gabriel 26’ Nozawa 77’ | Marcatori | 59’ Johnsen |